# Klaus Weiss (Anglist)
Klaus Weiss (* 22. Juli 1927 in Oberhausen; † 22. Dezember 2014 in Waldkirch) war ein deutscher Anglist und Amerikanist. 

## Leben
Klaus Weiss studierte zunächst Katholische Theologie und Philosophie an der Albert-Ludwigs-Universität Freiburg. Er wechselte später auf das Fach Anglistik mit Schwerpunkt Amerikanist. 1960 wurde er zum Dr. phil. promoviert. Er war an der Freiburger Universität tätig und habilitierte sich 1977 mit einer Arbeit über den Britisch-Amerikanischen Puritanismus. 1979 wurde er zum Professor an der Universität Freiburg ernannt. 1992 wurde er emeritiert. Er war Mitglied der Görres-Gesellschaft.
1987 wurde er von Kardinal-Großmeister Maximilien Kardinal de Fuerstenberg zum Ritter des Ritterordens vom Heiligen Grab zu Jerusalem ernannt und am 23. Mai 1987 im Dom St. Peter in Osnabrück durch Franz Kardinal Hengsbach, Großprior der deutschen Statthalterei, und Johannes Binkowski, Statthalter in Deutschland, investiert. Er war Mitglied des Deutschen Vereins vom Heiligen Lande und engagierte sich für zahlreiche Sozialprojekte im Heiligen Land.
Klaus Weiss war zudem Mitglied der Freiburger Katholischen Studentenverbindung KDStV Falkenstein im CV.
Er war verheiratet mit Veronika geb. Burger. Aus der Ehe stammen drei Kinder.

## Schriften
- Theorie und Ästhetik konkreter Poesie, in: Literaturwissenschaftliches Jahrbuch 20 (1979), Duncker & Humblot
- Grundlegung einer puritanischen Mimesislehre: eine literatur- und geistesgeschichtliche Studie der Schriften Edward Taylors und anderer puritanischer Autoren, F. Schöningh 1984, ISBN 3506708120
- (Hrsg.) Wirklichkeit und Dichtung. Studien zur englischen und amerikanischen Literatur, Duncker & Humblot 1987, ISBN 3-428-05619-1, zusammen mit Ulrich Halfmann, Kurt Müller (Festschrift zum 60. Geburtstag von Franz Link)